# Augusta (Georgia)
Augusta (Augusta-Richmond County) is een stad in de Amerikaanse staat Georgia. Anno 2014 had de stad 196.741 inwoners, waarmee Augusta na Atlanta de grootste stad in Georgia is. Augusta ligt aan de Savannah River op de grens van de staten Georgia en South Carolina, ongeveer 93 kilometer ten oosten van Atlanta.
De officiële bijnaam van de stad is The Garden City, maar ze staat ook bekend als Masters City, aangezien de stad The Masters Tournament, door velen gezien als het meest prestigieuze golftoernooi, huisvest.

## Demografie
Van de bevolking is 10,9 % ouder dan 65 jaar en bestaat voor 27,9 % uit eenpersoonshuishoudens. De werkloosheid bedraagt 5,8 % (cijfers volkstelling 2000).
Ongeveer 2,8 % van de bevolking van Augusta bestaat uit hispanics en latino's, 50,4 % is van Afrikaanse oorsprong en 1,5 % van Aziatische oorsprong.
Het aantal inwoners steeg van 186.177 in 1990 naar 195.182 in 2000 en naar 196.741 in 2014.

## Klimaat
In januari is de gemiddelde temperatuur 6,6 °C, in juli is dat 27,1 °C. Jaarlijks valt er gemiddeld 1134,4 mm neerslag (gegevens op basis van de meetperiode 1961-1990).

## Geboren in Augusta
- Jasper Johns (1930), beeldend kunstenaar
- Billy Baxter (1940), pokerspeler
- Jessye Norman (1945-2019), operazangeres
- Hulk Hogan (1953-2025), worstelaar (echte naam Terrence Gene (Terry) Bollea)
- Larry Mize (1953), golfer
- Jerome Preston Bates (1954), acteur
- Sharon Jones (1956), soulzangeres
- Faith Prince (1957), actrice
- Lenny Von Dohlen (1958-2022), acteur
- Amy Grant (1960), zangeres
- Laurence Fishburne (1961), acteur
- Susan Still-Kilrain (1961), astronaute
- Khary Payton (1972), (stem)acteur

### Geboortejaar onbekend
- Bradley White, acteur, filmproducent en scenarioschrijver